# Leucio
Leucio  è un nome proprio di persona italiano maschile.

## Varianti
- Maschili: Leuzio[1], Leucone[1]
- Femminili: Leucia[3][4]

### Varianti in altre lingue
- Catalano: Leuci[5]
- Greco antico: Λεύκιος (Leukios)[4][6]
- Latino: Leucius[1][4][6], Leucon[1]
- Polacco: Leucjusz
- Portoghese: Lêucio
- Russo: Леуций (Leucij)
- Spagnolo: Leucio[5]

## Origine e diffusione
Deriva dal latino Leucius, a sua volta dal greco Λεύκιος (Leukios); esso è basato λευκὸς (leukos), che significa "bianco", "splendente" e, in senso lato, "puro". È quindi affine, dal punto di vista semantico, ad altri nomi quali Alba, Albino, Chiara, Bianca, Candido, Labano, Fiona e Gwyn. Tale termine greco, da cui sono tratti anche i nomi Seleuco e Leocadia, ha come radice λύκη (lyke, "luce"), a cui si possono ricondurre anche nomi quali Lucio e Luciano.
Secondo la tradizione questo nome venne scelto, in virtù del suo significato, da san Leucio, vescovo di Brindisi (che si chiamava Eupressius o Eypreskios) dopo aver avuto una visione celeste. La diffusione del nome in Italia, peraltro scarsissima, è dovuta probabilmente al culto di questo santo e di altri, come dimostrerebbe la sua diffusione in alcune zone del Meridione, in particolare le provincie di Caserta e Benevento.

## Onomastico
L'onomastico si può festeggiare in memoria di più santi, alle date seguenti:
- 11 gennaio, san Leucio, missionario originario di Alessandria d'Egitto, divenuto il primo vescovo di Brindisi[2][8][9][10]
- 11 gennaio, san Leucio, martire con altri compagni ad Alessandria d'Egitto[2][8]
- 18 ottobre, san Leucio, martire in Africa[10]
- 14 dicembre (o 28 gennaio[2][8][10]), san Leucio, martire a Cesarea di Bitinia sotto Decio[9][11][12]